# Carlos Huertas Gómez
Carlos Enrique Huertas Gómez (Dibulla, 21 de octubre de 1934-Maicao, 18 de septiembre de 1999), conocido como "El Cantor de Fonseca", fue un cantautor y guitarrista colombiano de vallenato. Sus composiciones han sido grabadas por importantes artistas entre los que figuran Carlos Vives, Poncho Zuleta, Alfredo Gutiérrez y Jorge Oñate.

## Trayectoria
Carlos Huertas Gómez nació el 21 de octubre de 1934 en el municipio de Dibulla, en el departamento de La Guajira al norte de Colombia, frente al mar Caribe. Hijo de Carlos Modesto Huertas Gómez y Dolores Gómez Gómez. Heredó el talento de su padre, Carlos Modesto quien tocaba la flauta, la guitarra y el tiple; su abuelo, Atinio Huertas, también fue músico y era director de orquesta en Riohacha.
Sus hermanos fueron Laura, Carlos, Amilkar y Hugo Huertas Gómez.
A los 16 años de edad partió hacia Venezuela, donde realizó estudios de conservatorio y aprendió a componer canciones en los ritmos de paseo, pasaje, merengue, joropo, gaita, porro, vals, bolero, pasillo, bambuco y sones caribeños.
Contrajo matrimonio con Leila Larios Ríos, de cuya unión nacieron Carlos Gardel, Lola, Lira y Hugo Alfredo Huertas Larios.
Según su hijo Carlos Gardel, Huertas fue un "nómada" que "transitaba de pueblo en pueblo sin durar mucho tiempo en ellos".
Huertas participó en numerosas parrandas, incluso con importantes figuras de la literatura como Gabriel García Márquez y Álvaro Cepeda Samudio.

## Muerte
Huertas falleció el 18 de septiembre de 1999 en el municipio de Maicao, La Guajira tras padecer una embolia cerebral. Sus honras fúnebres se llevaron a cabo en Fonseca, La Guajira, donde vivió la mayor parte de su vida. Su cuerpo fue velado en la plaza Simón Bolívar sobre la tarima Tierra de cantores, donde cerca de mil personas se aglomeraron y entonaron sus más famosas canciones, luego fue enterrado en el cementerio San Agustín.

## Honores
La tarima de la plaza principal de Fonseca, La Guajira lleva el nombre de Tierra de cantores en honor a la composición de Huertas.

## Composiciones
Algunas de las composiciones de Huertas son:
- Hermosos tiempos
- Las mujeres: Grabada en tirmo vallenato por Carlos Vives & Egidio Cuadrado en el álbum Clásicos de la provincia II en 2009.
- El abrazo guajiro
- El orgullo guajiro
- Tierra de cantores: himno folclórico del Festival del Retorno en Fonseca.
- Qué vaina las mujeres
- Al compás de mi guitarra
- El cantor de Fonseca
- La casa: Grabada por Los Hermanos Zuleta (Poncho Zuleta & Emilianito Zuleta) en el álbum Ídolos en 1976.
- A mi hermano y yo.[3]
- Loca esperanza: grabada en el álbum Grito de amor por Daniel Celedón y Norberto Romero.[8]